# Regeringen Paasio II
Regeringen Paasio II var Republiken Finlands 55:e regering. I folkmun blev ministären med den unga medelåldern känd som Rafael Paasios "knatteliga". På finska förekom även smeknamnet punatulkkuhallitus efter fågelarten domherre och dess finska namn punatulkku där förledet puna- syftar på domherrehanens röda färg på bröstet. Regeringen var en socialdemokratisk minoritetsregering där alla ministrarna kom från ett och samma parti. Ministären regerade från 23 februari till 4 september 1972.
| Portfolio | Minister | Minister         | Tillträdde       | Avgick           | Parti              |
| --- | -------- | ---------------- | ---------------- | ---------------- | ------------------ |
| Statsminister |          | Rafael Paasio    | 23 februari 1972 | 4 september 1972 | Socialdemokraterna |
| Finansminister Statsministerns ställföreträdare                                                                                                  |          | Mauno Koivisto   | 23 februari 1972 | 4 september 1972 | Socialdemokraterna |
| Minister i finansministeriet |          | Margit Eskman    | 23 februari 1972 | 31 maj 1972      | Socialdemokraterna |
| Minister i finansministeriet |          | Seija Karkinen   | 31 maj 1972      | 4 september 1972 | Socialdemokraterna |
| Utrikesminister |          | Kalevi Sorsa     | 23 februari 1972 | 4 september 1972 | Socialdemokraterna |
| Försvarsminister |          | Sulo Hostila     | 23 februari 1972 | 4 september 1972 | Socialdemokraterna |
| Inrikesminister |          | Martti Viitanen  | 23 februari 1972 | 4 september 1972 | Socialdemokraterna |
| Minister i statsrådets kansli |          | Matti Louekoski  | 23 februari 1972 | 4 september 1972 | Socialdemokraterna |
| Justitieminister |          | Pekka Paavola    | 23 februari 1972 | 4 september 1972 | Socialdemokraterna |
| Undervisningsminister |          | Ulf Sundqvist    | 23 februari 1972 | 4 september 1972 | Socialdemokraterna |
| Kulturminister |          | Pentti Holappa   | 23 februari 1972 | 4 september 1972 | Socialdemokraterna |
| Jord- och skogsbruksminister |          | Leo Happonen     | 23 februari 1972 | 4 september 1972 | Socialdemokraterna |
| Trafikminister |          | Valde Nevalainen | 23 februari 1972 | 4 september 1972 | Socialdemokraterna |
| Social- och hälsovårdsminister |          | Osmo Kaipainen   | 23 februari 1972 | 4 september 1972 | Socialdemokraterna |
| Minister i social- och hälsovårdsministeriet |          | Ahti Fredriksson | 23 februari 1972 | 4 september 1972 | Socialdemokraterna |
| Handels- och industriminister samt minister i utrikesministeriet Minister i social- och hälsovårdsministeriet: 25 februari 1972–4 september 1972 |          | Jussi Linnamo    | 23 februari 1972 | 4 september 1972 | Socialdemokraterna |
| Minister i handels- och industriministeriet |          | Seppo Lindblom   | 23 februari 1972 | 4 september 1972 | Socialdemokraterna |
| Arbetskraftsminister |          | Veikko Helle     | 23 februari 1972 | 4 september 1972 | Socialdemokraterna |